# Харьковский отдел Русского собрания
Харьковский отдел Русского собрания (ХОРС) — первая из монархических организаций Харькова, созданная весной 1903 года группой консервативной интеллигенции города.

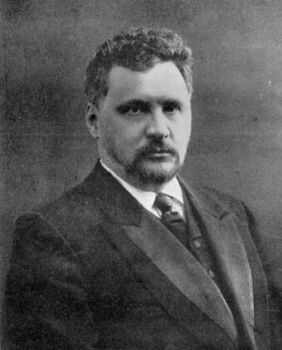
Профессор Андрей Вязигин. Глава Харьковского отдела Русского собрания с 1903 года

Открытию в Харькове отдела Русского собрания предшествовала дискуссия о желательной форме объединения русской консервативной интеллигенции города — в виде самостоятельной организации или филиала уже существующей общероссийской. Победила последняя, но с некоторыми уступками — например в уставе было зафиксировано положение об обязательном одобрении ХОРС членства харьковчан в Русском собрании — таким образом, признавался приоритет организации в монархическом движении Харькова.
Избранный в 1903 году Совет состоял из 6 человек во главе с профессором истории из Харьковского университета Андреем Вязигиным.
Сравнительная малочисленность ХОРС (в 1905 году он насчитывал всего 273 члена, среди которых 54 иногородних) отчасти компенсировалась высоким процентом представителей интеллигенции. Среди харьковских интеллектуалов, вступивших в организацию были врач-невропатолог Яков Анфимов, профессор гистологии, бывший декан медицинского факультета Николай Кульчицкий, известный историк Пётр Буцинский и профессор церковного права, редактор газеты «Харьковские губернские ведомости» Михаил Андреевич Остроумов и протоиерей Тимофей Буткевич. Активным сотрудником отдела был земский деятель Василий Задонский. Официального печатного органа ХОРС не имел, но своеобразной трибуной для выражения взглядов его участников был журнал «Мирный труд», издававшийся в Харькове по инициативе Андрея Вязигина.
Начиная с 1905 года общество тесно взаимодействует с другими организациями Харькова, консервативно-монархического направления — Харьковским Союзом русского народа, Харьковским национальным русским союзом, Кружком русских студентов, Обществом русских людей и другими, причём некоторые его члены состояли сразу в нескольких из этих организаций.
В будущем организация перенесла несколько расколов и к 1917 году её активность была практически парализована. В годы Гражданской войны ряд её активистов (Андрей Вязигин, Я. А. Денисов) были казнены ЧК в рамках политики «красного террора».